# پاتریشیا وارتوش
 پاتریشیا وارتوش (انگلیسی: Patricia Wartusch؛ زادهٔ ۵ اوت ۱۹۷۸) یک تنیس‌باز اهل اتریش است.